# Японская ассоциация сумо
Японская ассоциация сумо (яп. 日本相撲協会 — Nihon Sumō Kyōkai) — организация, управляющая профессиональным сумо (так называемым одзумо). Занимается организацией турниров, контролирует сумоистские организации и структуры, обслуживает объекты, связанные с сумо, а также популяризирует сумоистскую культуру. Имеет статус общественного фонда, но находится под юрисдикцией японского Министерства образования, культуры, спорта, науки и технологий. К целям Ассоциации также относится сохранение традиций сумо, привлечение средств и их грамотное распределение в целях организации профессионального сумо. В подчинении Ассоциации находится обслуживающая компания Kokugikan, Школа Сумо и Музей Сумо.
Штаб-квартира организации находится в здании главной сумоистской арены Японии — дворца Рёгоку Кокугикан, расположенного в районе Сумида в Токио.
В Ассоциации состоят борцы, ушедшие в отставку (тосиёри и ояката), действующие борцы (рикиси), судьи (гёдзи), парикмахеры (токояма) и церемониймейстеры (ёбидаси), а также различные общественные деятели, которых привлекают к работе в Ассоциации. К управлению Японской ассоциацией сумо традиционно допускаются только отставные сумоисты.

## История
В современном виде Японская ассоциация сумо была основана в 1925 году, когда в противовес Осакской ассоциации сумо в Токио возникла так называемая Ассоциация сумо Большой Японии. Однако система управления сумо имеет более древнюю историю.

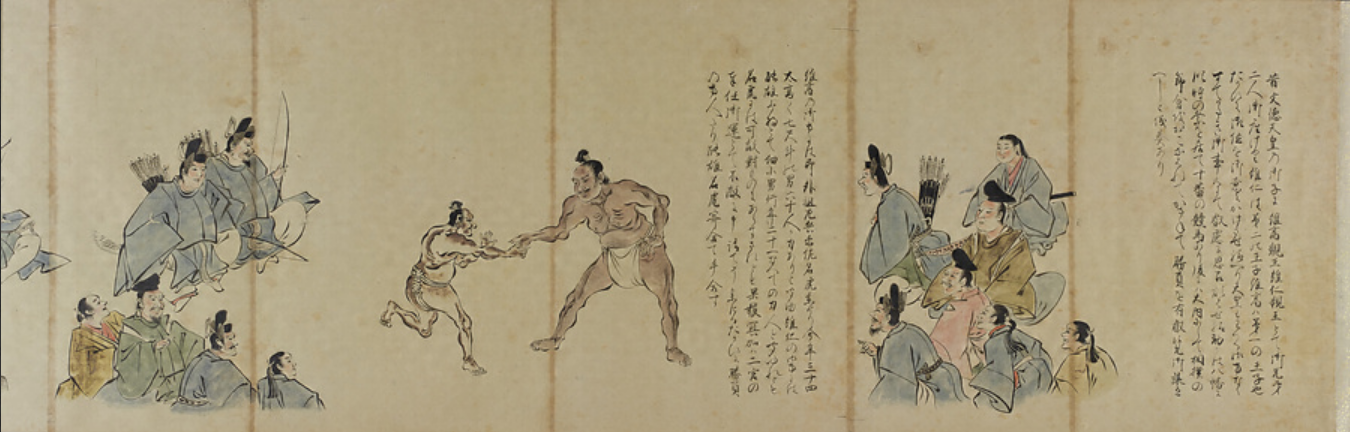
Поединок по сумо между самураями

Первоначально сумо представляло собой часть синтоистского ритуала прошения о богатом урожае, известного с древних времен (VIII век). Со временем выделились два направления сумо: официальное (придворное), которое было важной частью церемониала при императорском дворе, и уличное (народное), которое устраивалось простыми людьми для забавы. Основы организации в этой борьбе стали складываться в период Сэнгоку (XVI-XVII века), этот процесс совпал с появлением и развитием крупнейших японских городов — Эдо, Осаки, Сендая, Нагои. В этих городах и стали возникать первые сумоистские объединения, бойцы которых принимали участие в синтоистских фестивалях в святилищах дзиндзя. В период Эдо стало проводиться кандзин-сумо — поединки были показательными и устраивались в благотворительных целях, собранные средства шли на развитие городов и регионов Японии. Благотворительное сумо контролировалось императорской администрацией и сёгунами.
В противовес благотворительному сумо в XVII веке начало активно развиваться цудзи-сумо (буквальное значение — «сражение на углу улицы»). Это было то самое народное сумо, которое стало очень популярным из-за того, что многие ронины (коих стало много в период сёгуната Токугава) подавались в уличную борьбу. «Уличные» борцы также стали объединяться в группы, организовывали подобия бродячих цирков, совершая туры по провинциями и городам и показывая своё искусство за деньги. В уличном сумо нередки были конфликты и споры за обладание выигранными деньгами, доходило до жестоких схваток и даже смертей. К тому же, деньги уличных борцов не поступали в казну. В результате, в 1648 году при Токугаве Иэмицу уличное сумо было запрещено, а допустимым осталось только кандзин-сумо, устраиваемое в рамках синтоистских фестивалей.
Борцы кандзин-сумо участвовали в боях без какого-либо дохода. Из-за этого они начали вести борьбу за свои права. В конце XVII века сумоисты начали просить у властей право на создание официальных ассоциаций, которые представляли бы их права и противостояли угнетению. В 1684 году ронин по имени Иказути Гондаю (雷 権太夫) получил право организовать собственный турнир по сумо и предложил новые правила для организации подобных мероприятий. После этого организация турниров по сумо стала в большей степени зависеть от борцовских объединений, с которыми региональным правителям приходилось считаться. Со временем ведущую роль в этих ассоциациях стали играть вышедшие в отставку сумоисты — они назывались тосиёри («старейшины»). Борцы, состоявшие в ассоциациях, стали получать денежные премии за участие в турнирах. Ассоциации сумо возникли во многих крупных городах Японии.
Тем не менее, в период Эдо контроль над сумо находился в руках местных правителей — даймё, которые организовывали в своих владениях схватки и турниры и получали с них доход. Они обеспечивали борцов пропитанием и проживанием на время проведение фестивалей (турниров). Полученные в результате турнира средства дайме распределяли между старейшинами ассоциаций, а те — между своими борцами. Суммы премий были неравны: те борцы, что находились на службе у даймё (или под их покровительством) получали значительные сумы, им гарантировалась безопасность, а остальные фактически пребывали в нищете. По этой причине многие рикиси стремились стать вассалами местных правителей и перейти в сословие самураев.
В 1757 году в эпоху Хорэки (период правления Момодзоно) возникла Ассоциация сумо в городе Эдо — Эдо-дзумо Кайсё (江戸相撲会所; дословно — Клуб сумо Эдо), которая впоследствии стала известна под названием Токио-дзумо Кайсё. Это объединение со временем обрело статус наиболее влиятельного в мире сумо, хотя в те времена не было единой всеяпонской системы. Каждый дайме и каждая ассоциация устраивала свои собственные турниры и вела свои собственные рейтинги — бандзукэ. Первый такой рейтинг Ассоциации Эдо был составлен в 1761 году. В настоящее время Японская ассоциация сумо признает именно рейтинг 1761 года первым бандзукэ, хотя подобных перечней борцов было много и стали составляться они гораздо раньше. Тогда же впервые стал использоваться термин озумо (大相撲) — буквально «большое/великое сумо». Им стали называть официальные, разрешенные законом турниры.
С 1768 года основным местом проведения турниров по сумо стал буддийский храм Рёгоку-Экоин.
В конце XVIII века даймё и другие знатные организаторы сумо активно занялись процессом кодификации спорта. Возникла система какаэ (抱え), которой регулировалось, интересы какого правителя представляет сумоист на турнире. Стали внедряться методы привлечения в сумо спонсорских средств — этим активно занималась, в частности, семья Ёсида (одна из самых влиятельных династий судей в сумо). В то же время начинает распространяться практика лицензий — например, судьи, получившие лицензию, стали называться татэ-гёдзи (судьи высшего ранга) и получили право судить матчи высочайшего уровня. В 1789 году был официально введен высший сумоистский ранг — ёкодзуна.

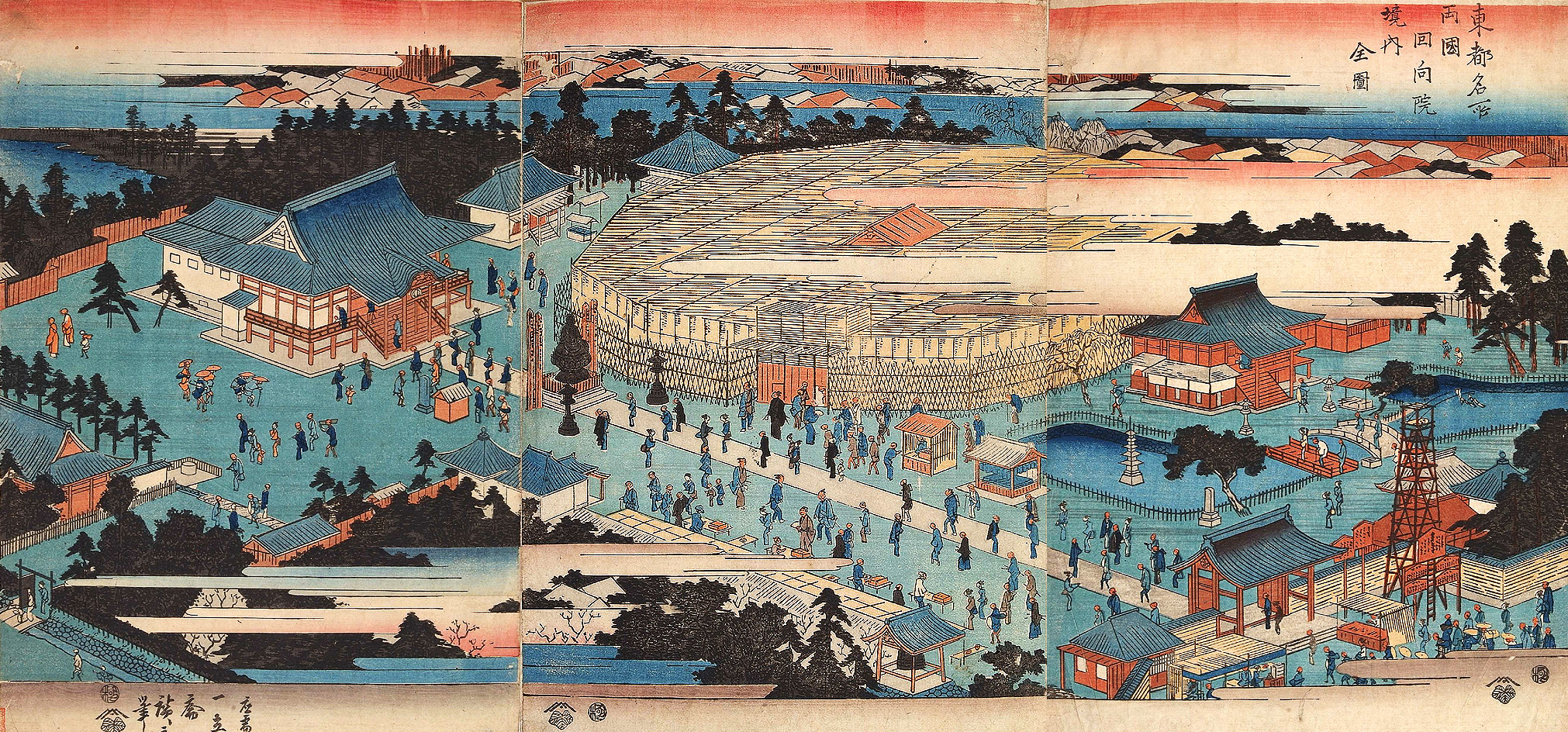
Подготовка к турниру по сумо в храме Рёгоку-Экоин в 1842 году

В конце XIX века в результате реставрации Мэйдзи система сёгуната и вся феодальная система в Японии перестала существовать. Первоначально, так как реставрация была ориентирована на Запад, сумо стало считаться «недостойным» новой эпохи, стало расцениваться как варварский пережиток прошлого, почти полная нагота спортсменов стала считаться шокирующей. Потеряв покровительство со стороны богатейших феодалов, сумоистские ассоциации столкнулись с трудностями, количество борцов стало уменьшаться. В ассоциациях начались расколы. В 1869 году была создана Ассоциация сумо Осаки (Осака Сумо Кёкай, 大坂相撲協会) — первое объединение, в названии которого уже было более официальное слово кёкай («ассоциация»), а не более неформальное кайсё («клуб», «объединение»). В 1870 году произошло «восстание» Такасаго, результатом которого стал раскол токийского клуба сумо и пересмотр некоторых правил, связанных со спортом. Расколы были и в Осакской ассоциации. Так, в 1888 году ассоциация Хирокаку-гуми (廣角組), состоявшая из хэя Онаруто и Тонори, вышла из состава Осакской ассоциации и до 1894 года действовала отдельно.
В 1880-х годах японские власти решили реформировать систему организации и проведения турниров по сумо в Японии. Подход к сумо изменился, оно стало восприниматься как важная часть национальной истории и культуры. С 1884 года сам император Мэйдзи начал оказывать поддержку сумо, что придало этому спорту общенациональный характер. Стремясь обрести более официальный статус, токийский «клуб» сумо (вслед за осакским) сменил свое название на Токио Одзумо Кёкай (東京大相撲協会; «Токийская Ассоциация Великого Сумо»). В ассоциациях появились директора, четкие регламенты работы, фиксированная зарплата для борцов. Кроме того, Токийская ассоциация задумалась о создании арены для проведения боёв (до этого турниры проводились под открытым небом), но из-за нехватки средств проект не был реализован. Лишь в 1909 году был построен первый дворец сумо Рёгоку Кокугикан.

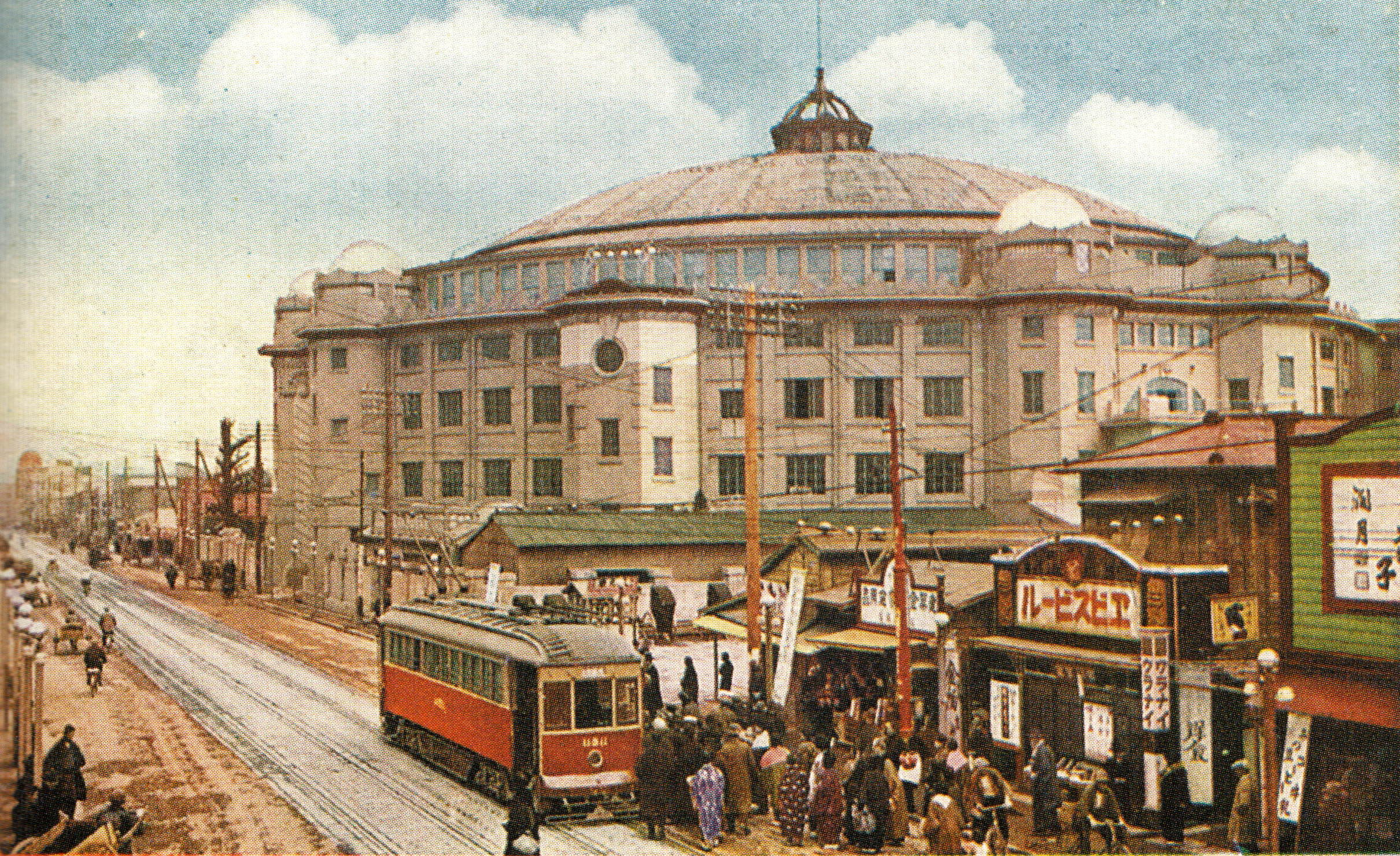
Первый дворец Рёгоку Кокугикан в 1920 году

Тем не менее, несмотря на то, что правила в сумо унифицировались, оставалось еще очень много борцов, недовольных своим положением. В 1911 году произошел «инцидент в клубе Синбаси» — забастовка, устроенная борцами сумо низких рангов, требовавших проведения зарплатной реформы (они настаивали на выплате премий и создании для младших борцов пенсионных депозитов). В 1923 году произошла еще одна забастовка — «инцидент в Микавадзиме», которую возглавил 26-й ёкодзуна Онисики. Целью этой забастовки также была реформа выплаты пенсий отставным сумоистам, но выступление не привело ни к чему, кроме выхода Онисики в отставку.
В начале XX века Токийская ассоциация сумо становится доминирующей в Японии. В апреле 1925 года принц Хирохито попросил Токийскую ассоциацию провести турнир в императорском дворце. К участию также были приглашены борцы из Осаки, таким образом, состоялся первый всеяпонский турнир, по результатам которого был вручен Кубок принца-регента (ныне — Кубок императора). После этого турнира была высказана идея об объединении сумоистских ассоциаций, проведении общенациональных турниров и составлении единого рейтинга бандзукэ. 28 декабря 1925 года Токийская и Осакская ассоциация подписали соглашение о создании единой Всеяпонской ассоциации сумо (Даи-Нихон Сумо Кёкай; 大日本相撲協会).
В ноябре 1925 и октябре 1926 года были организованы два отборочных турнира, целью которых было сравнение сил борцов из Токио и Осаки с целью составления единого рейтинга. Уровень борцов из Токио был настолько выше, что в турнирном рейтинге борцы второго по значимости сумоистского ранга — одзэки — из Осакской ассоциации попали лишь в третий по значимости дивизион профессионального сумо — макусита. Сохранить лицо Осакской ассоциации позволило лишь сохранение их ёкодзун в том же статусе — они были приравнены к токийским ёкодзунам и получили право выступать в высшей лиге макуути. В январе 1927 года процесс объединения двух ассоциаций завершился окончательно. 88 старейшин (тосиёри) из Токио и 22 из Осаки утвердили единый бандзукэ к январскому турниру Хацу басё 1927 года. Первым председателем объединенной ассоциации стал генерал-лейтенант Хиросэ Масанори.
В 1932 году внутри ассоциации случился первый крупный конфликт, получивший название «инцидент в Шуньцзуэне». В ходе него 32 борца во главе с сэкивакэ Тэнрю и одзэки Оносато из хэя Дэваноуми объявили забастовку, запершись в китайском ресторане «Шуньцзуэнь» в районе Синагава. Они потребовали от Ассоциации сумо полномасштабных реформ и улучшения условий жизни борцов. Они выдвинули список из 10 требований и дали Ассоциации 48 часов на их выполнение. При этом были выдвинуты как личные требования, так и весьма конструктивные предложения по реформированию финансовой системы Ассоциации сумо. Позже к ним присоединились еще 16 человек, и число «мятежников» выросло до 48. Переговоры между руководством Ассоциации, руководством некоторых хэя (сумоистских организаций) и забастовщиками не привели к соглашению. Ассоциация дисквалифицировала 48 участников забастовки, приостановила проведение турниров, уволила некоторых глав хэя, поддержавших мятеж. Японская ассоциация оказалась в беспрецедентной ситуации — в то время из 62 сэкитори (борцов двух высших лиг) лишь 11 не представляли крупнейшее сумоистское объединение Дэваноуми.

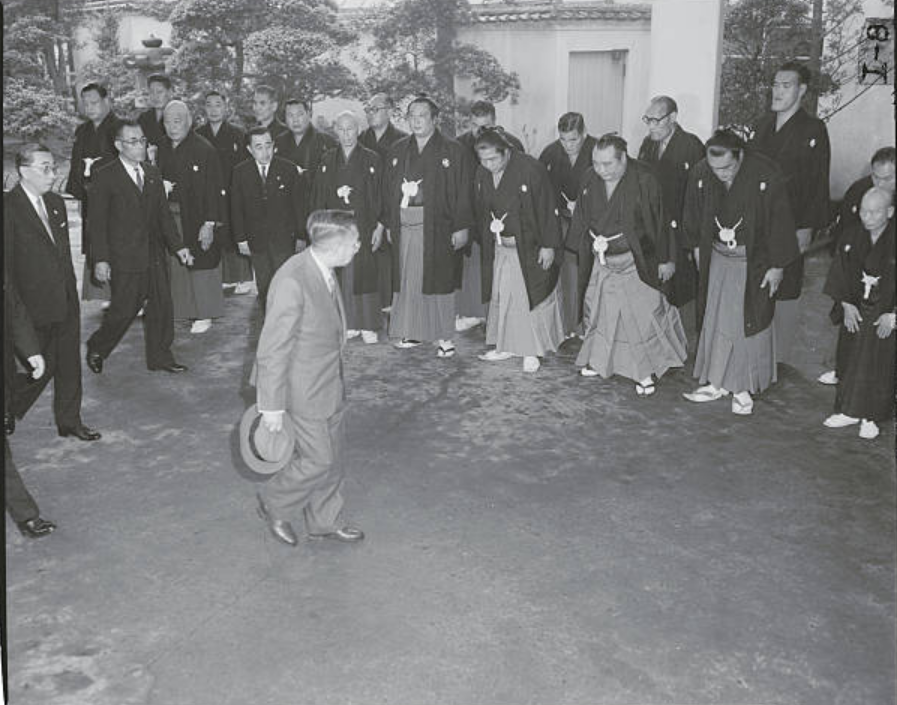
Чиновники Японской ассоциации сумо и борцы высших рангов приветствуют императора Хирохито во дворце Курамаэ Кокугикан (1956 год)

13 февраля 1932 года борцы хэя Дэваноуми организовали Федерацию сумо Большой Японии (日本相撲連盟), которая начала проводить турниры по иной системе, нежели Японская ассоциация, которая оказалась в какой-то момент на грани ликвидации. Но все же с большим трудом Ассоциация преодолела этот кризис: к ней стали возвращаться спонсоры и зрители, а постепенно и некоторые ушедшие борцы. В то же время единство сторонников Федерации ослабло. После ее фактического распада Тэнрю попытался создать так называемую Кансайскую ассоциацию сумо (関西角力協会), но среди его сторонников тоже уже не было единства. К началу 1933 года в Японскую ассоциацию сумо вернулись 20 ушедших борцов. Кансайская ассоциация просуществовала до декабря 1937 года, после чего была полностью распущена.
В 1944 году Японскую ассоциацию сумо впервые возглавил бывший сумоист — ояката Дэваноуми (31-й ёкодзуна Цунэнохана).
С 1958 года Ассоциация, как организация, руководящая национальным видом спорта, была подчинена Министерству образования, науки и культуры Японии (ныне — Министерство образования, культуры, спорта, науки и технологий).
В 2014 году Японская ассоциация сумо получила статус общественного фонда («фонда общественных интересов»)

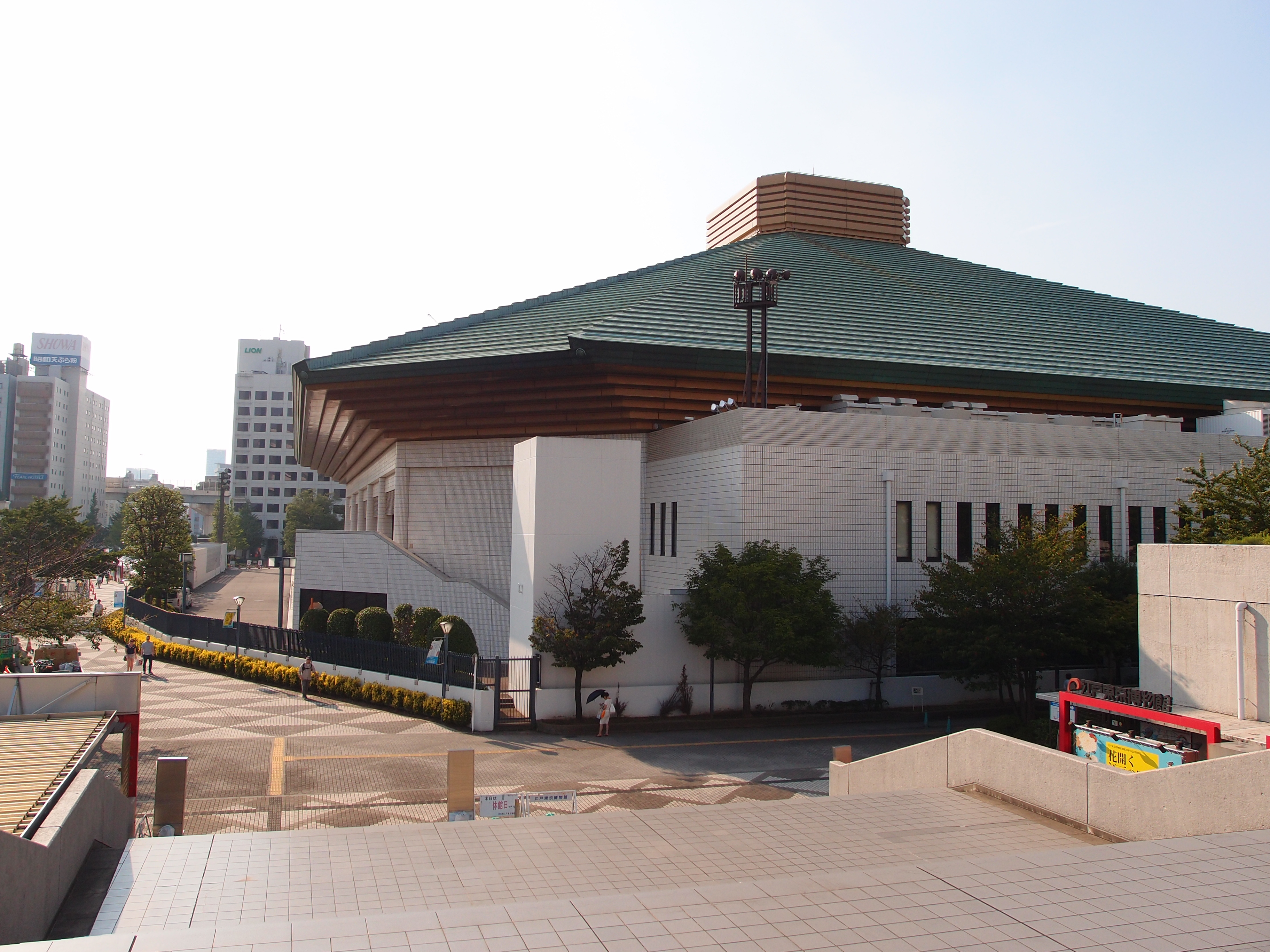
Дворец Рёгоку Кокугикан в 2013 году

## Задачи
Основная задача Ассоциации — «поддерживать традиции и порядок в сумо». Выполняя эту задачу, Ассоциация организует турниры по профессиональному сумо в шести дивизионах: Макуути, Дзюрё, Макусита, Сандаммэ, Дзёнидан и Дзёнокути. Также существует «входная лига» Маэдзумо. С 1958 года проводится 6 турниров (басё) в год: Хару басё в январе (Рёгоку Кокугикан, Токио), Хацу басё в марте (Гимназия префектуры Осака, Осака), Нацу басё в мае (Рёгоку Кокугикан), Нагоя басё в июле (Гимназия префектуры Айти, Нагоя), Аки басе в сентябре (Рёгоку Кокугикан) и Кюсю басё в ноябре (Конференц-центр Фукуоки, Фукуока). По результатам каждого турнира победителю лиги макуути вручается самый престижный в профессиональном сумо трофей — Кубок императора.
Кроме того, Ассоциация проводит так называемые дзюнгё — официальные показательные выездные турниры, проводимые между «большими» басё в разных префектурах, а также за пределами страны. Целью дзюнгё является популяризация сумо как национального вида спорта. Турниры чаще всего благотворительные, они не сказываются на материальном положении сумоистов и их позиции в рейтинге. Однако для борцов участие в дзюнгё — отличный способ поднять свою популярность и узнаваемость. В рамках выездных турнирах проходят фан-встречи.

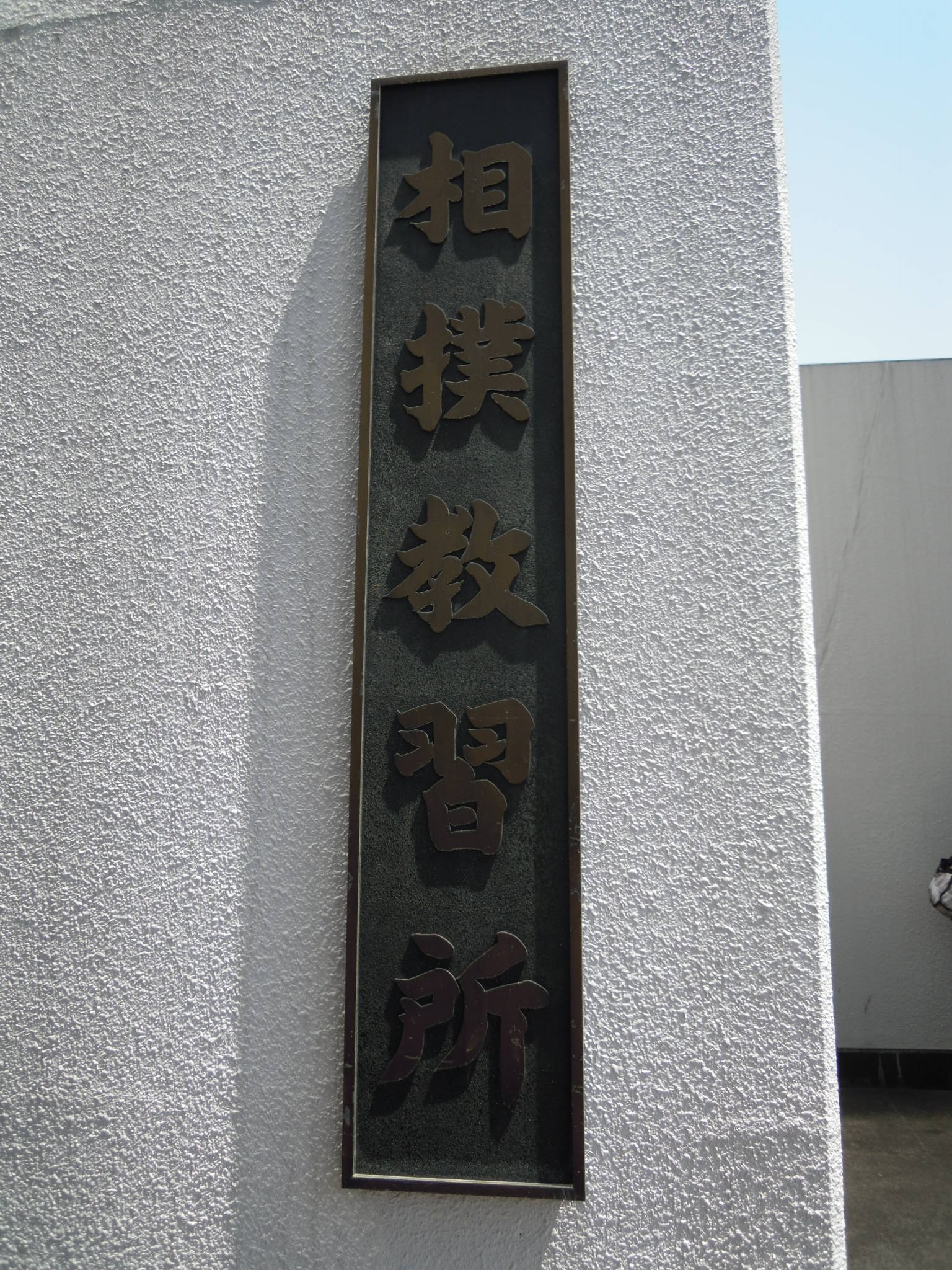
Логотип Школы сумо во дворце Рёгоку Кокугикан

Важная задача Ассоциации — взаимодействие с сумоистскими хэя, основными «ячейками» в организационной структуре сумо, сочетающими в себе функции школы, тренировочного центра, общежития, заведения питания, склада, бани и хозяйственного помещения, где проживают и тренируются сумоисты, их наставники, менеджеры, помощники и судьи. Контролируя деятельность хэя, Ассоциация сумо регулирует процесс принятия новобранцев, их тренировки и воспитание, условия их жизни. Также Ассоциация контролирует процесс найма помощников в хэя, которые на турнирах выполняют обязанности церемониймейстеров, (ёбидаси), а также парикмахеров (токояма) и судей (гёдзи). Помимо традиционной части в организации сумо, за которую отвечает Ассоциация, существует также «нетрадиционная», связанная с современными задачами и вопросами, в первую очередь, финансово-хозяйственными: к этой части относятся закупки, поиск спонсоров, обслуживание объектов, связанных с сумо, взаимодействие с заведениями и предприятиями, которые производят товары и услуги, важные для сумо).
Также задачей Ассоциации является бережное отношение к истории сумо и ее хранение, ведение и грамотное использование архивов сумо. В Музее сумо хранятся различные предметы, связанные с историей спорта и конкретными спортсменами: например, пояса сумоистов высших рангов (кесё-маваси), японских сабель тати и цун — тяжелых веревок, которые являются отличительными знаками ёкодзун).

## Члены ассоциации
С 2014 года Японская ассоциация сумо является общественной организацией, однако ее деятельность все равно является предметом государственного регулирования. Государство ставит перед Ассоциацией строгие условия, выполнение которых гарантирует налоговые льготы. Деятельность Ассоциации регулируется японским законом о руководстве ассоциациями общественных интересов и фондами общественных интересов (№ 49 от 2006 года). Профессор Марк Уэст охарактеризовал организационную систему Японской ассоциации сумо как «сложный комплекс официальных законодательных норм и неофициальных социальных норм», выбор между которыми «основывается на расчете сравнительной эффективности». Под «законодательными нормами» имеются в виду нормативные акты (в первую очередь — документы Министерства образования, культуры, спорта, науки и технологий), а также судебные постановления, а «социальные нормы» — сложившиеся традиции и ограничения, которые не регулируются японским законодательством.
Взаимодействие между членами Ассоциации базируется на нормах и традициях, регулирующих владение и передачу так называемых «активов старейшин», которые находятся в ведении тосиёри, допущенных к управлению Ассоциацией.

### Тосиёри
Всего в Японской ассоциации сумо предусмотрено 105 мест для бывших сумоистов — так называемых тосиёри (также используется термин старейшины, который является примером обратного заимствования — в английском тосиёри называют словом «elders» со значением «старейшины», поэтому иногда такой же термин используют и в Японии). Термин «тосиёри» имеет два значения: используется для совокупного обозначения членов Ассоциации, а также обозначает первый ранг в иерархии Ассоциации. Система рангов следующая:
- тосиёри («старейшина»), рядовой сотрудник ассоциации
- иин тайгу тосиёри («старейшина с привилегиями члена Комитета»)
- сунин («старший член ассоциации»)
- иин («член Комитета»; отставным одзэки и ёкодзунам сразу присваивается статус членов Комитета Японской ассоциации сумо)
- якуин тайгу иин («исполнительный/управляющий член ассоциации»)
- фуку-ридзи («заместитель директора»)
- ридзи («директор»)
- ридзитё («председатель совета директоров»)

Только члены Ассоциации имеют право возглавлять хэя, а также занимать руководящие посты в комитетах и управлениях. Передача членского статуса происходит в результате особой процедуры наследования (называемой кабу). До 2014 года бывший сумоист мог выкупить статус тосиёри. В прошлом этот статус считался настолько важным и почетным, что приобретать его позволялось только сумоистам, выступавшим в санъяку (категория самых высоких рангов в профессиональном сумо), либо в исключительных случаях — рядовым борцам-сэкитори, выступавшим в высшей лиге на протяжении значительного количества турниров. После обретения статуса общественного фонда Ассоциация прекратила продажу мест тосиёри, с 2014 года их передачу регулирует руководство Ассоциации. Обязательное условие для обретения статуса — наличие японского подданства (исключения для иностранных борцов нет, им также необходимо менять гражданство, если они желают стать ояката или войти в состав Ассоциации).
Борец, получающий статус тосиёри, получает новое имя в мире сумо — аналог сиконы (псевдонима, используемого борцами). Например, 31-й ёкодзуна Цунэнохана после получения лицензии руководителя хэя Дэваноуми стал известен как Дэваноуми-ояката: с момента обретения статуса в мире сумо его начали называть именно так, а не по сиконе.
Ранее существовала возможность получить статус тосиёри временно, вне установленной квоты в 105 мест. Она была доступна для борцов, добившихся особых успехов (в первую очередь — тех, что на момент окончания карьеры имели ранг ёкодзуны). Ассоциация вручала им так называемую «личную лицензию» или «лицензию на одно поколение» (итидаи тосиёри), по которой они считались старейшинами, но не могли передать свой статус другому человеку. Они также не меняли сумоистское имя, продолжая называться своей сиконой. Известными обладателями статуса итидаи тосиёри были Тайхо Коки, Китаноуми Тосимицу (причем, в 2002-2008 годах он возглавлял Ассоциацию) и Таканохана Кодзи. При этом борец имел право отказаться от «лицензии на одно поколение» и получить одно из 105 мест в Ассоциации: так, например, 58-й ёкодзуна Тиёнофудзи, которому предлагали временную лицензию, отказался и возглавил хэя Коконоэ, став Коконоэ-оякатой. К концу 2010-х годов от системы с личными лицензиями отказались. Так, самый знаменитый сумоист первого двадцатилетия XXI века — ёкодзуна Хакухо — в 2021 году не получил «лицензию на одно поколение», хотя претендовал на нее. Глава Комитета по делам, имеющим отношение к ёкодзунам, Ямаути Масаюки, объяснил это тем, что «такой системы больше не существует».
Члены Ассоциации получают зарплату. В их обязанности входит помощь Японской Ассоциации сумо и своей хэя в зависимости от занимаемой должности и порученной деятельности: от участия в продаже билетов на турниры до руководства подразделений Ассоциации или деятельности в составе Совета директоров.
Тосиёри, имеющие лицензию на право управления сумоистской организацией (хэя), называются ояката. Они имеют право набирать, наставлять и тренировать новых сумоистов. В случае, если ояката открывает новую хэя, она носит имя основателя. Так, например, в 2022 году бывший ёкодзуна Хакухо, сперва ставший младшим тренером в хэя Магаки, основал собственную хэя Миягино, получив имя Миягино-ояката. Как правило, 50% тосиёри — это ояката, остальные — их помощники, заместители, младшие тренеры. Если ояката сильно занят делами в Ассоциации сумо, он может поручить фактическое руководство хэя своему заместителю.
Предельный возраст для членов Ассоциации — 65 лет. По достижении этого возраста тосиёри должен выйти на пенсию и передать свой статус и имя по наследству другому лицу (которое соответствует требованиям, предъявляемым Ассоциацией). В исключительных случаях (только по решению Совета директоров) предельный возраст для члена Ассоциации может быть продлен на 5 лет.

### Сотрудники ассоциации
Гёдзи, ёбидаси и токояма — судьи, церемонийместеры (и помощники в хэя) и парикмахеры — также состоят в Ассоциации, но имеют другой ранг и статус. Они относятся к категории наемного персонала и не допускаются до управления Ассоциацией. Перечисленные категории относятся к определенным хэя и выполняют задачи по обеспечению деятельности сумоистских организаций, а также по обеспечению быта борцов. Судьи в указанной деятельности участия не принимают, их основная задача, разумеется, сводится к наблюдению за матчами на турнирах и вынесение решений о победителе схватки. Несмотря на то, что судья должен быть беспристрастен, в организационной системе сумо очень давно сложилась практика, согласно которой гёдзи (судьи) прикрепляются к определенным хэя. Ассоциация в связи с этим строго контролирует, чтобы судья не позволял делать поблажки для борцов «своей» хэя.
У перечисленных сотрудников Ассоциации нет кабу, то есть, своего правила наследования должности — они нанимаются руководством хэя или руководством Ассоциации и состоят в ней до выхода на пенсию (либо до увольнения или прекращения работы в результате иных причин). Ассоциация обязуется контролировать их обучение и уровень квалификации. В случае с судьями Ассоциация также отвечает за их ранжирование — судьи более высоких рангов, подтвердившие квалификацию и получившие соответствующую лицензию, имеют право судить турниры в более высоких дивизионах. Турниры в высшей лиге макуути имеют право судить только тэта-гёдзи.
Помимо перечисленных есть еще две категории сотрудников Ассоциации:
- вакамоногасира (若者頭; прямой перевод — «молодой лидер») — вышедший в отставку сумоист (чаще всего, отставной рядовой борец рангов маэгасира и дзюрё), который выполняет различные мелкие функции и поручения Ассоциации. Эти сотрудники также, как судьи, помощники и парикмахеры, работают в определенной хэя. Они занимаются организацией матчей «входной лиги» маэдзумо, а также часто участвуют в обеспечении деятельности третьей лиги макусита и более низких дивизионов. Иногда они выносят трофеи для победителей, а также выполняют вспомогательные функции во время проведения турниров. В Ассоциации восемь вакамоногасир[16].
- сэванин (世話人; прямой перевод — «смотритель») — менеджер по транспортировке, хранению и эксплуатации оборудования Ассоциации (по сути — кладовщик и грузчик). Они подчиняются другим сотрудникам Ассоциации (как правило — тем же вакамоногасирам) и также состоят при разных хэя. В Ассоциации тринадцать сэванинов.

## Руководство Ассоциации

### Совет директоров

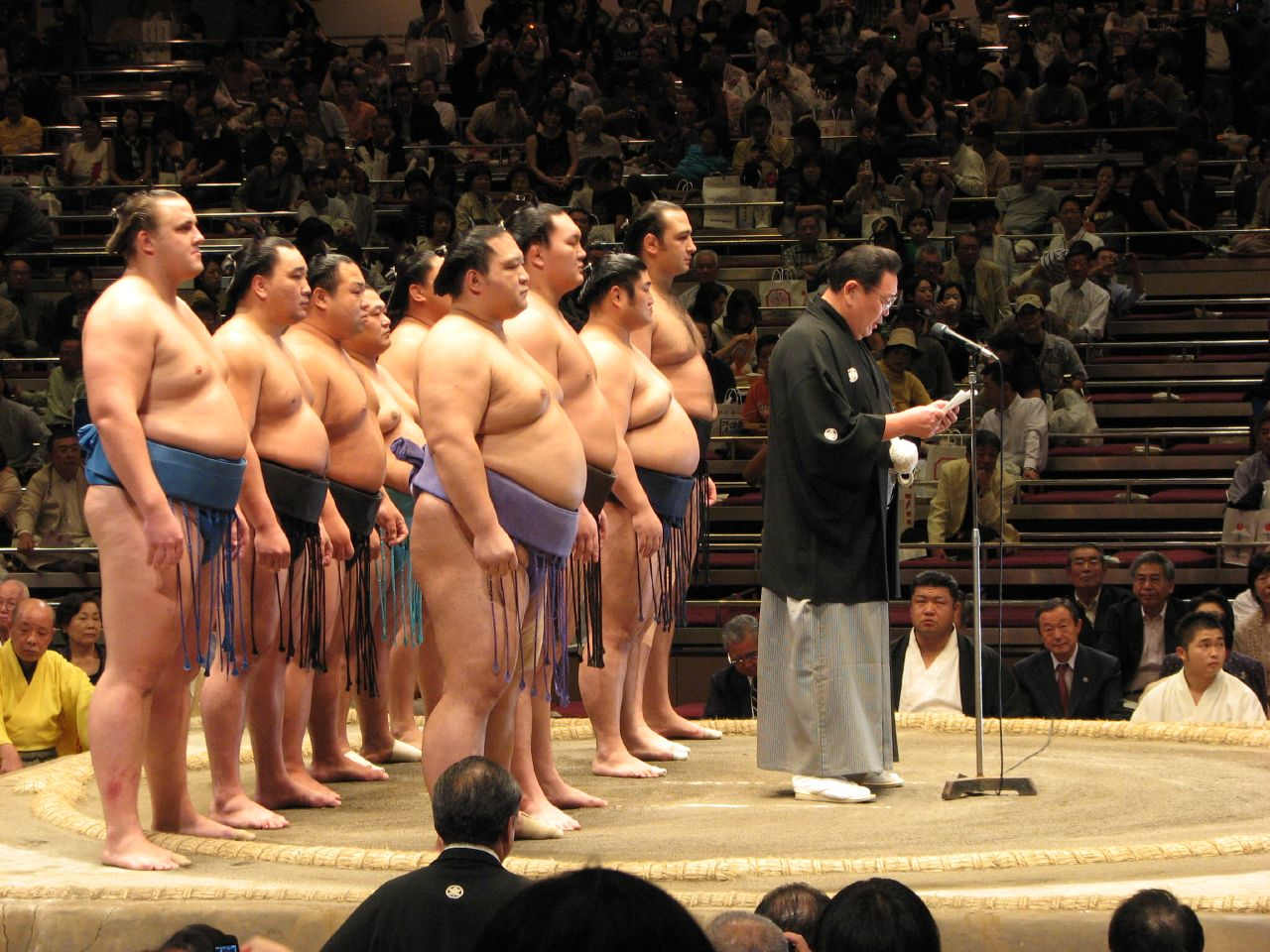
Глава Совета директоров Японской ассоциации сумо Миэноуми Цуёси обращается к публике в последний день турнира Аки басё (сентябрь 2008)

Руководящим органом Японской Ассоциации сумо является Совет директоров. Директора (именуемые ридзи) избираются тайным голосованием так называемым попечительским советом хёгиин-кай (評議員会), в который входят все старейшины Ассоциации. Директора выбираются среди кандидатов из числа тосиёри, а также кандидатов, не входящих в Ассоциацию, которых предлагает Министерство образования, культуры, спорта, науки и технологий. «Внешние» директора впервые были включены в Совет в 2008 году по требованию Министерства после ряда скандалов в системе управления сумо. В 2010 году, когда глава Ассоциации Мусасигава Акихидэ был отстранен от должности, его обязанности исполнял именно один из «внешних» директоров — бывший генеральный прокурор Токио Мураяма Хироёси.
До 2014 года правом голоса в Совете директоров пользовались 4 действующих борца сумо, избранных в качестве представителей от борцовского сообщества, а также два тэта-гёдзи, но после перехода Ассоциации к статусу общественного фонда они лишились этого права.
Когда Совет директоров избран, его члены избирают председателя (ридзитё), имеющего статус «первого среди равных». Все директора, кроме председателя Совета, возглавляют подразделения Ассоциации. Срок полномочий члена Совета — два года с возможностью переизбрания (кроме директоров Музея Сумо, избираемых на три года). Члены Совета могут возглавлять несколько комитетов или управлений одновременно. Второй в иерархии Ассоциации должностью после председателя Совета традиционно считается должность операционного директора.
Состав Совета директоров Японской ассоциации сумо с апреля 2024:
| Должность                               | Должность                                                 | Имя                                                                             | Хэя / итимон (объединение хэя) или основное место работы (для «внешних» директоров)                          |
| --------------------------------------- | --------------------------------------------------------- | ------------------------------------------------------------------------------- | --- |
| Председатель ридзитё 理事長             | Председатель ридзитё 理事長                               | Хаккаку Нобуёси                                                                 | Хаккаку / Такасаго                                                                                           |
| Директора ридзи 理事                    | Операционный директор                                     | Касугано Киётака                                                                | Касугано / Дэваноуми                                                                                         |
| Директора ридзи 理事                    | Директор Комитета по национальному обслуживанию           | Касугано Киётака                                                                | Касугано / Дэваноуми                                                                                         |
| Директора ридзи 理事                    | Член Музейного комитета                                   | Касугано Киётака                                                                | Касугано / Дэваноуми                                                                                         |
| Директора ридзи 理事                    | Региональный директор — руководитель басё в Фукуоке       | Асакаяма Хироюки                                                                | Асакаяма / Исэгахама                                                                                         |
| Директора ридзи 理事                    | Региональный директор — руководитель басё в Нагое         | Дэваноуми Акикадзу                                                              | Дэваноуми |
| Директора ридзи 理事                    | Региональный директор — руководитель басё в Осаке         | Исэноуми Хаято                                                                  | Исэноуми / Токицукадзе                                                                                       |
| Директора ридзи 理事                    | Директор Судейского управления (глава Судейской коллегии) | Такадагава Кацуми                                                               | Такадагава / Нисёносэки                                                                                      |
| Директора ридзи 理事                    | Директор Управления наставничества                        | Такадагава Кацуми                                                               | Такадагава / Нисёносэки                                                                                      |
| Директора ридзи 理事                    | Директор Комитета по этике                                | Такадагава Кацуми                                                               | Такадагава / Нисёносэки                                                                                      |
| Директора ридзи 理事                    | Ответственный за инспекцию новых учеников                 | Такадагава Кацуми                                                               | Такадагава / Нисёносэки                                                                                      |
| Директора ридзи 理事                    | Член Музейного комитета                                   | Такадагава Кацуми                                                               | Такадагава / Нисёносэки                                                                                      |
| Директора ридзи 理事                    | Директор по генеральному планированию                     | Садогатакэ Мицумунэ                                                             | Садогатакэ / Нисёносэки                                                                                      |
| Директора ридзи 理事                    | Директор Управления по связям с общественностью           | Садогатакэ Мицумунэ                                                             | Садогатакэ / Нисёносэки                                                                                      |
| Директора ридзи 理事                    | Член Музейного комитета                                   | Садогатакэ Мицумунэ                                                             | Садогатакэ / Нисёносэки                                                                                      |
| Директора ридзи 理事                    | Директор Дисциплинарного управления                       | Кацуноура Тосиро                                                                | Кагамияма / Токицукадзе                                                                                      |
| Директора ридзи 理事                    | Директор Антикризисного управления                        | Кацуноура Тосиро                                                                | Кагамияма / Токицукадзе                                                                                      |
| Директора ридзи 理事                    | Директор Комитета по надзору за соревнованиями            | Кацуноура Тосиро                                                                | Кагамияма / Токицукадзе                                                                                      |
| Директора ридзи 理事                    | Директор по безопасности штаб-квартиры Ассоциации         | Кацуноура Тосиро                                                                | Кагамияма / Токицукадзе                                                                                      |
| Директора ридзи 理事                    | Член Музейного комитета                                   | Кацуноура Тосиро                                                                | Кагамияма / Токицукадзе                                                                                      |
| Директора ридзи 理事                    | Директор Управления по проведению турниров дзюнгё         | Сакаигава Хидэаки                                                               | Сакаигава / Дэваноуми                                                                                        |
| Директора ридзи 理事                    | Директор Школы Сумо                                       | Сибатаяма Ясуси                                                                 | Сибатаяма / Нисёносэки                                                                                       |
| «Внешние» директора гаибуридзи 外部理事 | Ямагути Тосикадзу                                         | президент компании «Ёмиури симбун»                                              | |
| «Внешние» директора гаибуридзи 外部理事 | Такано Тосио                                              | Юрист, Глава компании «Takano Law», бывший главный обвинитель прокуратуры Нагои | |
| «Внешние» директора гаибуридзи 外部理事 | Имаи Тамаки                                               | Управляющий директор развлекательного подразделения телекомпании NHK            | |
| Аудиторы кандзи 監事                    | Аудиторы кандзи 監事                                      | Кадзики Хисаси                                                                  | Прокурор, Бывший главный обвинитель прокуратуры Такамацу Член Апелляционного комитета Верховного суда Японии |
| Аудиторы кандзи 監事                    | Аудиторы кандзи 監事                                      | Фукуи Рюодзи                                                                    | Экс-замминистра иностранных дел Японии                                                                       |
| Аудиторы кандзи 監事                    | Аудиторы кандзи 監事                                      | Козу Канна                                                                      | Писательница Первая женщина, избранная в состав Совета директоров Японской ассоциации сумо                   |

### Совещательный комитет
В 2014 году был создан специальный совещательный орган — комитет Хёги-ин (評議員), задача которого — следить, чтобы интересы Японской Ассоциации сумо и Министерства образования, культуры, спорта, науки и технологий сочетались и не противоречили друг другу. Он состоит из отставных борцов со статусом санъо (то есть, повторно нанятых — бывших тосиёри, вышедших на пенсию или в отставку), а также из чиновников, назначенных Министерством. Члены Совещательного комитета имеют право голоса по вопросам назначения и снятия директоров Ассоциации, поэтому членам этого Комитета запрещено одновременно иметь статус ояката и быть действующими членами Ассоциации, чтобы избежать конфликта интересов. По своему положению ранг советника равен рангу директора. Советники избираются на 4 года.
Главная функция Совещательного комитета — надзор за деятельностью Совета директоров. Советники имеют право присутствовать на заседаниях Совета директоров и Попечительского совета, но не имеют права голоса в вопросах, относящихся к компетенции этих двух советов.
| Имя                       | Имя             | Статус/должность | Примечания                           |
| ------------------------- | --------------- | --- | ------------------------------------ |
| Назначенные Министерством | Эбисава Кацудзи | Экс-президент телекомпании NHK Бывший глава Комитета по делам, имеющим отношение к ёкодзунам Бывший «внешний» директор Совета директоров Ассоциации | Председатель Совещательного комитета |
| Назначенные Министерством | Кимура Кейдзи   | Глава компании Mitsubishi Estate |                                      |
| Назначенные Министерством | Кинья Такино    | Бывший заместитель генерального секретаря Кабинета министров Японии                                                                                 |                                      |
| Назначенные Министерством | Митнари Кудзо   | Настоятель храма Мэйдзи |                                      |
| Санъо                     | Морита Такэо    | Бывший член Совета директоров Ассоциации | Бывший ояката Исэноуми               |
| Санъо                     | Исида Ёсикадзу  | Бывший член Совета директоров Ассоциации | Бывший ояката Дэваноуми              |
| Санъо                     | Кодзука Хадзимэ | | Бывший ояката Вакафудзи              |

### Выборы директоров
Состав членов Ассоциации, попечителей (членов совета хёгиин-кай) и самого Совета директоров сильно зависит от состава хэя и их текущего влияния на мир сумо. Традиционно сумоистские организации хэя объединяются между собой в крупные кланы, называемые итимонами. В настоящее время в профессиональном сумо 5 итимонов, носящих имя самой крупной, доминирующей хэя, входящей в их состав: Дэваноуми, Исэгахама, Нисёносэки, Такасаго и Токицукадзе. Новые назначения и отставки в хэя, появление у лиц, принадлежащих к тому или иному итимону, статуса тосиёри сильно влияют на избирательный процесс в Ассоциации. В тот или иной итимон входит неравное количество хэя. Для сравнения: в октябре 2022 года в итимон Нисёносэки входило 15 хэя, а в итимон Дэваноуми — 25. Это означает, что у того или иного итимона есть шанс получить больше голосов от членов Ассоциации на выборах директоров. Поэтому традиционной является ситуация, при которой ключевые посты в Ассоциации занимают представители более влиятельных хэя и более крупных итимонов.
Также имеет значение популярность. Например, очень популярный ёкодзуна Таканохана Кодзи четырежды выигрывал выборы и становился членом Совета директоров, несмотря на то, что возглавлял не самый крупный итимон и вообще имел «лицензию на одно поколение».
Выборы в директоров Ассоциации сопровождаются интригами, заговорами и созданием коалиций. Истории известны случаи, когда ояката специально переходили в другую хэя или итимон, и даже случаи переподчинения хэя другому итимону с целью получения большего влияния в руководящем органе сумо. Так, например, в 1967 году ёкодзуна Тиёнояма, которому не удалось добиться статуса ояката Дэваноуми (сам он выступал именно за хэя Дэваноуми), создал собственную хэя — Коконоэ, которая в итоге вышла из состава итимона Дэваноуми и присоединилась к итимону Такасаго. А в 2010 году хэя Таканохана, основанная ёкодзуной Таканоханой Кодзи, вышла из состава итимона Нисёносэки, так как в итимоне не хотели видеть Таканохану в составе Совета директоров, а тот планировал принять участие в выборах. В 2014 году Таканохана добился образования нового итимона, получившего его имя. Впрочем, уже в 2018 году итимон Таканохана прекратил существование после скандала с Таканоивой, борцом хэя Таканохана, который сперва (в 2017 году) подрался с ёкодзуной Харумафудзи (из-за этого ёкодзуна вышел в отставку, а ояката Таканохана даже написал на него заявление в полицию), а затем (в 2018 году) напал на своего своего цукэбито (личного сопровождающего), из-за чего вышел в отставку сам.
До 2018 года оставались независимые хэя, не входящие ни в один итимон, но затем руководство Ассоциации постановило, что все хэи должны быть частью того или иного клана.
Между борцами разных итимонов периодически проходят показательные тренировочные спарринги — дэгэико.

### Список глав Японской ассоциации сумо
|  | Имя                                                                                  | Годы руководства Ассоциацией                      | Примечания |
|  | ------------------------------------------------------------------------------------ | ------------------------------------------------- | --- |
|  | Хиросэ Масанори (1865-1938)                                                          | 1925-1928                                         | Все четверо — военнослужащие. Масанори — Генерал-лейтенант Императорской армии Японии, руководивший снабжением. Масатаро — генерал армии и военный советник; Минобу — генерал армии и начальник отдела просвещения Главной инспекции боевой подготовки; Такэсита — адмирал и дипломат. Все они были поклонниками и покровителями боевых искусств. В то время для японских общественных организаций (особенно, спортивных и образовательных) не была редкой ситуация, при которой во главе нее находился высокопоставленный офицер. В тот период еще не сложилась принятая ныне система выборов главы Японской ассоциации сумо, поэтому перечисленные военачальники были больше фактическими, неофициальными лидерами Ассоциации, чем формальными руководителями. |
|  | Фукуда Масатаро (1866-1932) фактический глава Ассоциации                             | 1928-1930                                         | Все четверо — военнослужащие. Масанори — Генерал-лейтенант Императорской армии Японии, руководивший снабжением. Масатаро — генерал армии и военный советник; Минобу — генерал армии и начальник отдела просвещения Главной инспекции боевой подготовки; Такэсита — адмирал и дипломат. Все они были поклонниками и покровителями боевых искусств. В то время для японских общественных организаций (особенно, спортивных и образовательных) не была редкой ситуация, при которой во главе нее находился высокопоставленный офицер. В тот период еще не сложилась принятая ныне система выборов главы Японской ассоциации сумо, поэтому перечисленные военачальники были больше фактическими, неофициальными лидерами Ассоциации, чем формальными руководителями. |
|  | Оно Минобу (1865-1946) фактический глава Ассоциации                                  | 1930-1939                                         | Все четверо — военнослужащие. Масанори — Генерал-лейтенант Императорской армии Японии, руководивший снабжением. Масатаро — генерал армии и военный советник; Минобу — генерал армии и начальник отдела просвещения Главной инспекции боевой подготовки; Такэсита — адмирал и дипломат. Все они были поклонниками и покровителями боевых искусств. В то время для японских общественных организаций (особенно, спортивных и образовательных) не была редкой ситуация, при которой во главе нее находился высокопоставленный офицер. В тот период еще не сложилась принятая ныне система выборов главы Японской ассоциации сумо, поэтому перечисленные военачальники были больше фактическими, неофициальными лидерами Ассоциации, чем формальными руководителями. |
|  | Исаму Такэсита (1870-1949) фактический глава Ассоциации                              | 1939–1944                                         | Все четверо — военнослужащие. Масанори — Генерал-лейтенант Императорской армии Японии, руководивший снабжением. Масатаро — генерал армии и военный советник; Минобу — генерал армии и начальник отдела просвещения Главной инспекции боевой подготовки; Такэсита — адмирал и дипломат. Все они были поклонниками и покровителями боевых искусств. В то время для японских общественных организаций (особенно, спортивных и образовательных) не была редкой ситуация, при которой во главе нее находился высокопоставленный офицер. В тот период еще не сложилась принятая ныне система выборов главы Японской ассоциации сумо, поэтому перечисленные военачальники были больше фактическими, неофициальными лидерами Ассоциации, чем формальными руководителями. |
|  | Дэваноуми Хидэмицу (1896-1960)                                                       | 1944–1957                                         | Первый глава Ассоциации из числа бывших борцов. 31-й ёкодзуна, выступавший под сиконой Цунэнохана. Впоследствии возглавил хэя Фудзисима, сменив имя на ояката Фудзисима Хидемицу, а еще позже стал ояката Дэваноуми. При нем была построена арена Курамаэ Кокугикан, на которой с 1954 по 1985 год проводились турниры по профессиональному сумо. В 1957 году на фоне множества конфликтов внутри Ассоциации и резкой критики со стороны японского парламента Дэваноуми-ояката попытался покончить жизнь самоубийством, совершив сэппуку. Он был спасен, но после этого был вынужден оставить должность в Ассоциации. Умер три года спустя. |
|  | Токицукадзе Сададзи (1912-1968)†                                                     | 1957–1968                                         | 35-й ёкодзуна Футабаяма. После отставки возглавил хэя Токицукадзе. Начал масштабные реформы в Ассоциации сумо (в том числе, ввел ежемесячные выплаты для сэкитори и ограничил предельный возраст для старейшин Ассоциации 65 годами. Умер во время нахождения в должности от гепатита. |
|  | Мусасигава Ёсихидэ (1909-1987)                                                       | 1968–1974                                         | Первый из возглавлявших Ассоциацию тосиёри, который во время сумоистской карьерой не только не был ёкодзуной, но даже ни разу не поднимался в санъяку (категорию высших сумоистских рангов), его высшей позицией был ранг маэгасиры #1. В 1960-1968 годах занимал пост главного тренера в хэя Дэваноуми. Был инициатором введения видеоповторов во время турниров (1969). |
|  | Касугано Киётака (1925-1990)                                                         | 1974–1988                                         | 44-й ёкодзуна, выступавший под сиконой Тотинисики, позднее — глава хэя Касугано. Дольше других (14 лет) находился во главе Ассоциации. При нем в 1985 году была открыта новая арена Рёгоку Кокугикан на месте старого зала, разрушенного в годы войны. |
|  | Футагояма Кэндзи (1928-2010)                                                         | 1988–1992                                         | 45-й ёкодзуна, выступавший под сиконой Ваканохана. Основатель хэя Футагояма. В сентябре 1991 года попытался внедрить практику штрафов для сумоистов, допустивших во время схваток матта (фальстарт) — таким образом он пытался улучшить качество стартового рывка татиай, но практика не прижилась. |
|  | Сакаигава Сё (1938-2017)                                                             | 1992–1998                                         | 50-й ёкодзуна, выступавший под сиконой Саданояма. Позднее возглавлял хэя Дэваноуми и Сакаигава. В 1992 году ввел ограничение на количество иностранцев в профессиональном сумо (не более 40 в общем и не более двоих на одну хэя), при этом именно при его руководстве Ассоциацией впервые в истории профессионального сумо ранг ёкодзуны получил борец неяпонского происхождения — Акэбоно. В 1995 году изменил принцип проведения дзюнгё, изменив их характер с рекламного на независимый. Попытался в корне изменить политику кабу (наследственной передачи статуса тосиёри), отменив ее и передав полномочия по раздаче должностей целиком и полностью в руки Ассоциации, но это предложение было встречено очень негативно. Своим предложением Сакаигава-ояката настолько сильно настроил против себя других членов Ассоциации, что даже не стал баллотироваться на новый срок в качестве главы Совета директоров в 1998 году. |
|  | Токицукадзэ Кацуо (род. в 1937)                                                      | 1998–2002                                         | Выступал под сиконой Ютакаяма, достиг ранга одзэки (первый одзэки, ставший главой Совета директоров). Впоследствии возглавлял хэя Токицукадзе. В 32 года был избран в Совет директоров (самый молодой директор в истории Ассоциации). |
|  | Китаноуми Тосимицу (1953-2015)                                                       | 2002–2008 (1 срок)                                | 55-й ёкодзуна. Один из немногих отставных сумоистов, которому была предоставлена «лицензия на одно поколение». Создатель и глава хэя Китаноуми. На его первый срок руководства Ассоциацией пришелся ряд скандалов. В 2007 году случился инцидент с отстранением ёкодзуны Асасёрю за «неподобающее поведение», а в июне того же года произошел печально известный инцидент в хэя Токицукадзе, связанный с гибелью 17-летнего воспитанника в результате действий тренера. Из-за этого глава Совета был вынужден оставить пост. |
|  | Мусасигава Акихидэ (род. в 1948)                                                     | 2008–2010                                         | 57-й ёкондзуна, выступавший под сиконой Миэноуми. Впоследствии возглавлял хэя Мусасигава. Попытался ужесточить требования к стартовому разбегу татиай, что привело к массовым фальстартам во время схваток. Во время председательства Мусасигава-ояката в Совете директоров произошел ряд скандалов, связанных с участием сумоистов в азартных играх, а также с обвинениями в связях Ассоциации с организованной преступностью. В июле 2010 года он был отстранен от должности главы Совета директоров, а спустя месяц подал в отставку. |
|  | Мураяма Хироёси (род. в 1937) исполняющий обязанности председателя Совета директоров | июль-август 2010                                  | Первый с 1944 года глава Ассоциации, не являвшийся профессиональным сумоистом. Первый «внешний» директор Ассоциации, возглавлявший ее. Юрист, в 1999-2000 годах был генеральным прокурором Токио, с 2008 года был членом Совета директоров Ассоциации. |
|  | Ханарэгома Тэруюки (1948-2014)                                                       | 2010–2012                                         | Выступал под сиконой Кайкецу, достиг ранга одзэки (второй одзэки, возглавлявший Совет директоров). Впоследствии возглавлял хэя Ханарэгома. При нем Ассоциация в 2011 году столкнулась со скандалом с договорными матчами. Расследование, проводимое Ханарэгома-оякатой, подверглось критике со стороны комментаторов сумо. Не был переизбран в связи с приближением к предельному возрасту для пребывания в составе директоров. |
|  | Китаноуми Тосимицу (1953-2015)                                                       | 2012–2015 (2 срок)                                | Первый человек, который возглавил Ассоциацию вторично. Второй человек, умерший во время пребывания в должности председателя Совета директоров (умер от колоректального рака). |
|  | Хаккаку Нобуёси (род. в 1963)                                                        | с 2015 действующий председатель Совета директоров | 61-й ёкодзуна, выступавший под сиконой Хокутоуми. Впоследствии возглавил хэя Хаккаку. В 2016 году выиграл выборы у популярного Таканоханы. Переизбран в 2018, 2020, 2022 и 2024 годах. До избрания главой Совета занимал высокие посты в Управлении по связям с общественностью и в подразделении, занимающемся бизнес-вопросами. Создал Управление социальных взносов, занимающееся сбором общественных взносов и пожертвований, направляемых на помощь пострадавшим от стихийных бедствий. В 2018 году создал Дисциплинарное управление, которое обязано следить за соблюдением законодательных и социальных норм в хэя. |

## Структура ассоциации

### Комитеты и другие подразделения
| Подразделение                             | Функции | Примечания |
| ----------------------------------------- | --- | --- |
| Операционное управление                   | Подразделение, ответственное за проведение басё в Токио и большинство текущих дел Японской ассоциации сумо. | Считается важнейшим управлением в Ассоциации. Должность председателя этого управления считается второй в иерархии Ассоциации после председателя Совета директоров. |
| Управление наставничества                 | Подразделение, занимающееся передачей традиций сумо посредством организации обучения, занятий сумо и публикацией исследований. | Это основное и самое крупное подразделение Ассоциации, в котором состоят все члены Ассоциации, не являющиеся членами других подразделений и советов.               |
| Комитет по этике                          | Предотвращает споры и иные проблемы, возникшие в отношениях сумоистов. В этом Комитете состоят все директора, их заместители, члены Комитетов и наставники хэя, в связи с чем все хэя обязаны выполнять решения, принятые Комитетом. Также оказывает поддержку и помощь бывшим борцам в поисках новой работы. | Иногда подразделение называют «Комитетом жизненного наставничества».                                                                                               |
| Антикризисное управление                  | Создано в 2012 году в целях предотвращения кризисных и скандальных ситуаций в мире сумо и оперативного реагирования на случившиеся события. В случае возникновения кризисной ситуации ведомство отвечает за проведение расследований причин произошедшего, опрос всех заинтересованных сторон и донесение необходимой информации до руководства Ассоциации, включая предложения по преодолению сложившейся ситуации и наказания виновных. | |
| Дисциплинарное управление                 | Создано в 2018 году для «искоренения насилия в мире сумо». Имеет сеть осведомителей. В каждом из пяти итимонов (объединения хэя) есть ояката, ответственный за соблюдение всех необходимых правил. | Иногда подразделение называют «Управление соответствия [требованиям и нормам]» или «Комплаенс-управлением».                                                        |
| Судейская коллегия (Судейское управление) | Подразделение, координирующее работу линейных судей (симпанов) и отвечает за объективное судейство турниров. | Численность членов комитета ограничена двадцатью. |
| Региональное управление                   | Ведомство, ответственное за проведение басё в других городах, кроме Токио (Осака, Нагоя и Фукуока). | У управления три директора, каждый из них отвечает за свой город.                                                                                                  |
| Управление по проведению турниров дзюнгё  | Подразделение, отвечающие за проведение выездных показательных турниров дзюнгё. | |
| Управление по связям с общественностью    | Занимается внешними отношениями Японской ассоциации сумо внутри страны и на международном уровне. Также управление занимается вопросами, связанными со съемками видео о сумо, а также с продакшеном и менеджментом. | |
| Комитет по надзору за соревнованиями      | Подразделение занимается предотвращением, отслеживанием и наказанием за нечестные спортивные приемы (в том числе, «поддавки») и договорные матчи. | |
| Управление социальных взносов             | Ведомство занимается организацией поддержки и помощи пострадавшим при стихийных бедствиях (собирает средства, посещает места стихийных бедствий), собирает и распределяет средства на развитие регионов (уборка, озеленение, проведение спортивных мероприятий, поддержка школ и детских садов), регулирует вопросы благотворительности, а также сохранения историко-культурного наследия Японии.                                         | Создано в 2017 году. |
| Школа Сумо                                | Организация, занимающая обучением и подготовкой новых учеников в течение полугода (года для иностранцев). | |
| Музейный Комитет                          | Руководит Музеем Сумо. Хранит и выставляет экспонаты, связанные с историей сумо. Также занимается публикацией исследований, касающихся сумо. Директора Музея (в отличие от других директоров) назначаются на трехлетний, а не на двухлетний срок. Большинство директоров в истории Музея — бывшие ёкодзуны. В Музейный Комитет входит несколько членов Совета директоров.                                                                 | |
| Клиника Ассоциации сумо                   | Медицинский центр, консультирующий членов Ассоциации сумо. Включает отделения внутренней медицины, хирургии, ортопедии и физиотерапии. Располагается в здании арены Рёгоку Кокукиган. Оказывает помощь борцам, получившим травмы во время схваток. | |

### Комитет по делам, имеющим отношение к ёкодзунам
Комитет по делам, имеющим отношение к ёкодзунам (Комитет по ёкодзунам, Комитет по обсуждению ёкодзун), он же Ёкосин (横綱審議委員会 — Yokozuna shingi iinkai —  Ёкодзуна синги иинкай) имеет статус совещательного органа при Японской ассоциации сумо. Эксперты комитета формально не являются членами Ассоциации, их основная задача — рекомендовать кандидатуры успешных сумоистов для их повышения до высшего ранга ёкодзуны.
Комитет был создан в 1950 году в связи с недовольством Японской ассоциацией сумо тем фактом, что все три тогдашних ёкодзуны — Азумафудзи, Тэрукуни и Хагурояма — снялись с январского турнира, в связи с чем был поставлен вопрос об изменениях системы присвоения высшего ранга. В ответ на предложение снизить требования к ёкодзунам (и тем самым несколько опустить престижности ранга) было решено создать специальный орган из людей «с глубокими знаниями в сумо». Также было решено, что претенденты на высший ранг будут оцениваться всесторонне, поэтому в состав Ёкосина вошли представители самых разных сфер — ученые, социологи, писатели и т.д. Члены этого Комитета не получают зарплату.
В состав Комитета входят (с 30 января 2025 года):
- Тадамори Осима[англ.], бывший политик, спикер Палаты представителей Японии в 2015-2021 годах и министр сельского хозяйства Японии и министр образования (председатель Комитета с января 2025, член комитета с января 2023)
- Уитиро Осима, президент компании Chunichi Shimbun Co., Ltd. (издатель газеты Chunichi Shimbun) (член комитета с января 2020)
- Ясуко Икэнобо[англ.], политик, экс-депутат Палаты представителей Японии от партии Комэйто (член Комитета с марта 2022)
- Мисако Конно[англ.], актриса (член Комитета с марта 2022)
- Сигэру Уэхара, президент компании Taisho Pharmaceutical (член Комитета с января 2023)
- Сюнити Токура[англ.], композитор, президент Японского общества прав авторов, композиторов и издателей, уполномоченный Агентства по делам культуры (член Комитета с марта 2015)
- Сигэру Касима, преподаватель французской литературы в Университете Мэйдзи, литературный критик (член Комитета с февраля 2024)
- Кадзуми Муросэ, профессиональный лакировшик, мастер традиционного японского искусства уруси, признанный «живым национальным сокровищем» (член Комитета с января 2025)
- Ясуси Манаго, экс-заместитель министра финансов Японии (член Комитета с января 2025)
- Масахико Итирики, внешний директор вещательной компании Tahoku (TBC) (член Комитета с января 2025)

Комитет не только рекомендует сумоистов к повышению, но и следит за деятельностью и поведением действующих ёкодзун, оценивая их на предмет соответствия принятым для ёкодзун стандартам поведения. В случае очень хорошего или, наоборот, очень плохого поведения ёкодзуна может получить от Комитета:
- поощрение (激励, гэкиреи)
- предупреждение (注意, чуи)
- рекомендацию уйти в отставку (引退勧告, интай канкоку) — вопреки используемому термину, рекомендация является обязательным требованием

## Скандалы и критика
С момента основания Японская ассоциация сумо регулярно оказывалась связана с различными конфликтами и противоречивыми ситуациями. Уже в 1932 году, спустя 7 лет после основания, внутри Ассоциации произошел настоящий бунт, когда 48 действующих сумоистов и поддержавших их сотрудников хэя потребовали финансовых реформ и улучшения условий жизни и деятельности борцов. На протяжении многих лет Ассоциацию критиковали за излишне консервативный подход к воспитанию новых учеников хэя (что зачастую приводило к дедовщине и издевательствам), за не самые честные финансовые схемы, за передачу руководящих должностей в Ассоциации по наследству и, как следствие, не самый чистый процесс выборов руководства, за управление «по понятиям», а не по закону, за негативное отношение к участию в профессиональном сумо иностранцев, а также сумоистов женского пола и даже за связи с организованной преступностью.

### Обвинения в связях сякудза
В 2010 году разразился крупный скандал, связанный с участием ряда борцов и членов Ассоциации в подпольном бейсбольном тотализаторе. Главными обвиняемыми были одзэки Котомицуки и ояката Отакэ (бывший сэкивакэ Такаторики). Подпольный ставочный бизнес контролировался японской организованной преступностью. Также с тотализаторами оказались связаны еще 2 ояката и 18 борцов — последовало одно из самых массовых отстранений за историю существования Ассоциации. Скандал вынудил Совет директоров отстранить от должности своего председателя Мусасигаву Акихидэ.
В Ассоциации отрицали связь с японской мафией. В том же 2010 году новый глава Ассоциации Ханарэгома Тэруюки заявил, что «агрессивным группировкам и антиобщественным силам» запрещен доступ на турниры, на объекты, связанные с сумо, и в хэя. Статья «Financial Times» об этом была названа «В сумо поклялись порвать связи с якудза».
Позже в Ассоциации опубликовали официальное заявление со следующим текстом: «Японская ассоциация сумо осознает свою социальную ответственность и заявляет, что будет участвовать в борьбе с антиобщественными силами, такими как организованные преступные группировки».

### Отношение к иностранцам в сумо
Вплоть до 1993 года, например, в японском профессиональном сумо существовало неофициальное правило, согласно которому иностранец не может (гайдзин) не может продемонстрировать истинное хинкаку (достоинство и изящество сумоиста), наличие которого являлось обязательным условием для повышения сумоиста в ранг ёкодзуны. Из-за этого иностранных кандидатов в ёкодзуны не рассматривали. Внимание к проблеме было привлечено в 1991-1992 годах, когда одзэки Конисики Ясокити (родом с Гавайев, «США) на протяжении шести турниров подряд ни разу не показал результат с меньшим, чем одиннадцать (из пятнадцати возможных), количеством побед. Он выиграл два турнира в статусе одзэки (в ноябре 1991 и марте 1992 года) и по устоявшейся традиции должен был стать ёкодзуной, если бы являлся спортсменом японского происхождения. Конисики так и не был повышен, что вызвало волну критики. Ситуация была освещена в газете Нихон кэйдзай симбун», где делалось заявление о дискриминации по национальному признаку. «Расистский скандал» дошел даже до страниц «Нью-Йорк таймс», в интервью которому Конисики заявил, что давно бы стал ёкодзуной, если бы был японцем.
В ответ Ассоциация обрушилась с критикой на самого Конисики, а также на журналистов, поднявших обвинение в расизме. В итоге Конисики, который после скандала стал выступать гораздо хуже, был вынужден принести на пресс-конференции слезные извинения.
И все же под давлением Японская ассоциация сумо была вынуждена признать право иностранцев на высший сумоистский ранг — в январе 1993 года еще один гавайец, Акэбоно, выигравший турниры в ноябре 1992 и январе 1993 года, стал первым ёкодзуной-иностранцем.

### «Неподобающее поведение» борцов и членов Ассоциации
В начале XXI века с распространением интернета и социальных сетей многие конфликтные ситуации, ранее не выходившие за пределы Ассоциации, начали становиться достоянием общественности. Особое внимание стало уделяться поведению сумоистов, их взаимоотношениям друг с другом и с тренерами. Скандальное десятилетие 2007-2017 годов для Ассоциации началось с отстранения ёкодзуны Асасёрю за «неподобающее поведение» (впервые ёкодзуна был отстранен от турнира), а в июне того же года в хэя Токицукадзе был убит 17-летний воспитанник Токитайдзана (Такаси Сайто). Его смерть стала следствием издевательств со стороны Токицукадзэ-оякаты, позже осужденного на 6,5 лет лишения свободы и умершего в тюрьме, а также группы старших борцов. Ояката ударил воспитанника бутылкой по голове и велел старшим воспитанникам бить Токитайдзана. Позднее он отказался вовремя вызвать врачей и впоследствии стал настаивать на скорой кремации, что и привлекло внимание семьи погибшего и правоохранительных органов. 5 октября 2007 года Токицукадзэ-ояката стал первым уволенным оякатой в Ассоциации. Ояката пытался утверждать, что его подставили, обжаловать приговор и отсудить компенсацию у Ассоциации, но в итоге был окончательно признан виновным. После этого японское правительство постепенно стало брать ситуацию в Ассоциации под свой контроль — в Совет директоров были включены «внешние» директора и аудиторы, был усилен контроль за руководством Ассоциации. Премьер-министр Японии Ясуо Фукуда потребовал от Ассоциации принять необходимые меры, чтобы подобного больше не повторилось.
Эта ситуация заставила иначе взглянуть на принятые в хэя правила поведения. В сумоистских школах достаточно жесткие правила — нередки телесные наказания, а непослушных учеников зачастую наказывают тяжелым физическим трудом. Однако это не только не порицается, но и считается правильным, традиционным. Считается, что такая жесткая иерархия и даже некоторое подобие «дедовщины» в хэя служат сильнейшим и вполне осязаемым стимулом для достижения высот мастерства. Например, некоторые главы хэя с гордостью демонстрировали прессе использование деревянного меча синай с целью наказания провинившихся, кроме того, нередки были случаи, когда старшие ученики издевались над младшими, заставляя их держать тяжелые предметы на протяжении долгого времени. Эта система подвергалась критике с разных сторон, в том числе, с той, что сумоисты иногда стремятся получить более высокие ранги не из профессионального интереса, а чтобы иметь возможность помыкать младшими и использовать их в качестве «слуг».
В 2008 году произошел скандал, связанный с появлением информации об употреблении рядом сумоистов марихуаны. В 2010 году разразился скандал, связанный с участием ряда борцов и ояката в азартных играх и подпольных тотализаторах, а уже в следующем году мир сумо потрясло обвинение некоторых игроков и членов Ассоциации в организации подставных матчей, что также привело к массовым отставкам.
В 2017-2018 году произошел ряд инцидентов с драками сумоистов. В 2017 году ёкодзуна Харумафудзи в баре избил Таканоиву, борца хэи Таканохана (причем так, что ояката Таканохана подал заявление в полицию). Причиной драки стало то, что ёкодзуна, который в этот момент пил со своими товарищами Хакухо, Какурю и Тэрунофудзи счел неуважительным отношение к себе со стороны Таканоивы. Он начал критиковать борца, но тот вместо общения с Харумафудзи что-то делал на своем мобильном телефоне, что взбесило пьяного чемпиона. Он ударил Таканоиву бутылкой, а затем начал наносить удары кулаками (всего нанес около 30 ударов). Позднее он признал свою вину и вышел в отставку, несмотря на то, что в тот момент, как считается, находился на пике своей формы и популярности. Из-за драки Таканоива и Харумафудзи был создан особый Комитет, который наблюдает за неукоснительным соблюдением правил в хэя и подчинении всех борцов и их тренеров дисциплине. Ассоциация также заявила, что к наблюдению за дисциплиной привлекаются «внешние» эксперты.
Но драки на этом не кончились. Год спустя со своим помощником (цукэбито) во время турнира подрался уже сам Таканоива, который также был принужден выйти в отставку. В 2022 году в хэя Исэгахама произошел очередной случай насилия над младшими учениками со стороны старших — двое воспитанников избили младших деревянными палками и облили раскаленным бульоном тянконабэ. Из-за этого глава хэя Исэгахама-ояката (бывший ёкодзуна Асахифудзи) был вынужден подать заявление о выходе из состава Совета директоров Ассоциации (он был оставлен в ранге заместителя директора по наставничеству и продвижению).
В мае 2023 года Ясуниси, борец хэя Митиноку, заявил о нападении на него старшего борца Киринофудзи. Это спровоцировало волну критики в отношении главы хэя Кирисимы Кадзухиро, члена Совета директоров Ассоциации, который якобы пытался сокрыть факт драки, а также отпустивший Киринофудзи из своей хэя «без позора и наказания». Критике за этот инцидент был подвергнут и Ханакаго Тадааки, глава Управления по соблюдению требований — того самого подразделения, на которое возложен контроль за соблюдением в хэя дисциплины, несмотря на то, что он был оповещен о случившемся позже. Инцидент привел к тому, что оятака Митиноку (Кирисима Кадзухиро) вынужден был покинуть пост директора Комитета оперативного руководства (этот пост передан ояката Сибатаяме), а также на три месяца был оштрафован вычетом 20% из своей зарплаты.

## Связи с общественностью и образ Ассоциации

### Логотип

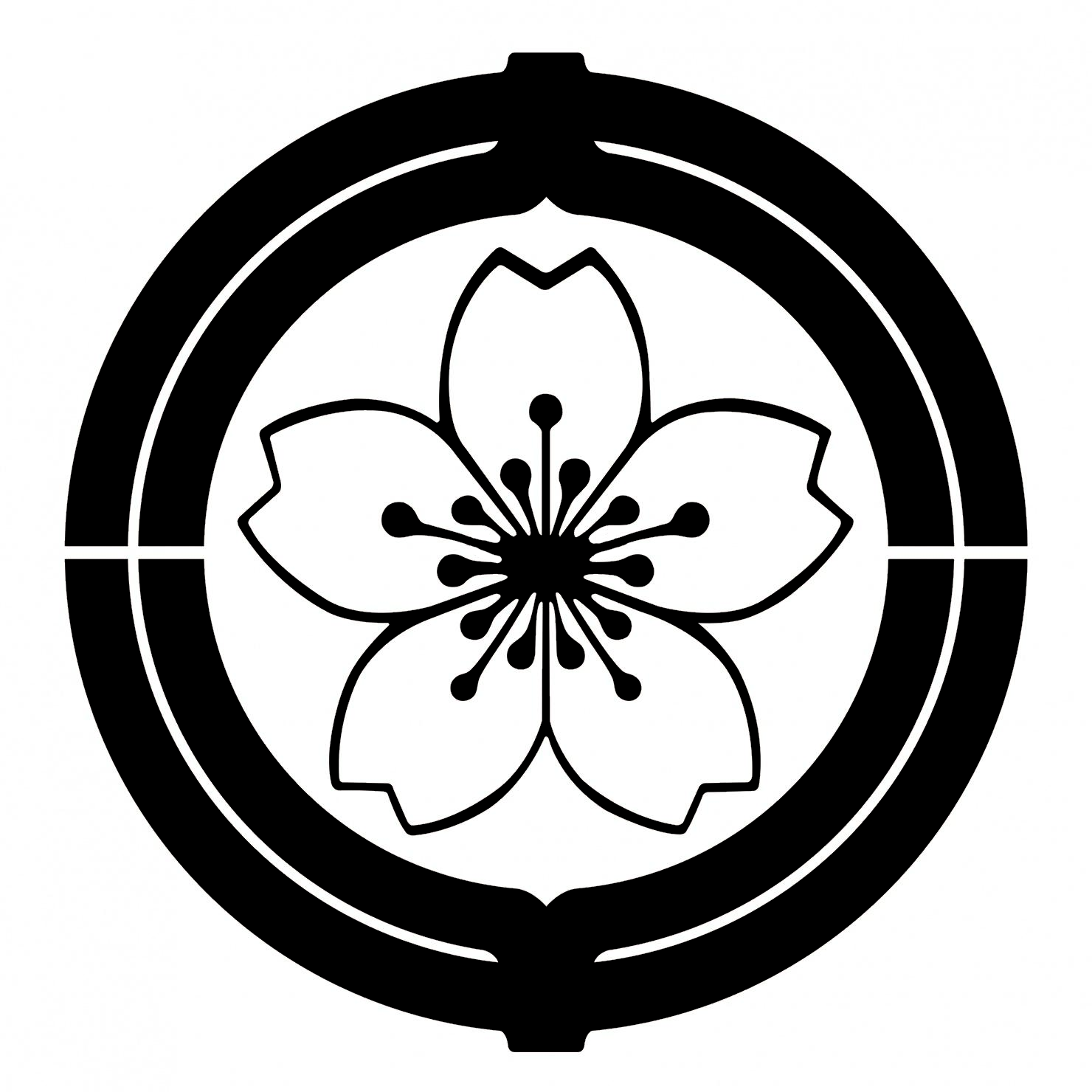
Мон Японской ассоциации сумо

У Японской ассоциации сумо, как и у многих других организаций страны, есть мон — собственный геральдический знак. В качестве символа была выбрана сакура — национальное японское растение. В обрамлении цветка присутствуют два стилизованных иероглифа даи (大), являющихся отсылкой к слову одзумо (大相撲), обозначающему профессиональное сумо.
Логотип возник в 1909 году и был впервые использован во время открытия первого Рёгоку Кокугикана, сумоистского дворца, который был разрушен в годы войны. Во время церемоний и праздничных мероприятий, проводимых Ассоциацией, ее официальный логотип можно встретить в разных местах и на разных объектах. Этот знак нанесен на мизухики — занавески, прикрепленные к цуриянэ (подвесной крыше дохё).

### Укиё-э
В 1985 году Ассоциация заключила договор с художником по имени Киносита Даимон, работавшим в технике нисики-э с целью воссоздания картин на сумоистскую тематику, созданных в традиционном для периода Эдо стиле укиё-э. В рамках партнерства художник работал над эбандзукэ — рисованным вариантом рейтинга сумо (бандзукэ), в котором наряду с именами борцов на листах также присутствуют изображения сумоистов высоких рангов, судей и иногда помощников судей. Портреты борцов работы Киноситы Даимона выставлены на продажу в Рёгоку Кокукигане.

### Талисманы
31 августа 2009 года Ассоциация официально представила двух персонажей-талисманов под общим названием Хаккэёй! Сэкитори-кун (ハッキヨイ！せきトリくん; «хаккэёй» — это возглас судьи, с которого начинается каждый поединок в сумо, «сэкитори» — борец сумо двух элитных профессиональных дивизионов: макуути и дзюрё). Талисманы создавались, чтобы привлечь к миру сумо и его традициям внимание детей. Они представляют собой цыплят, которые считаются символом удачи в сумо. Иногда проводят аналогию сумоистов и цыплят – цыплята и курицы ходят на двух лапах, а не на четырех, как многих другие животные, а для сумоиста очень важно оставаться на двух ногах во время схватки, потому что если он коснется дохё другой частью тела, то он проиграет. На голове цыплят-талисманов – традиционные сумоистские пучки волос (тёнмагэ). Цыплята носят сумоистские пояса (маваси) и периодически сражаются друг с другом. Основной цыпленок-талисман имеет имя Хиёнояма (ひよの山; имя является отсылкой к японскому слову, означающему цыпленка — хийо), а его соперника зовут Акаваси (赤鷲).

### Канал наYoutube
5 ноября 2018 года Японская ассоциация сумо создала первый официальный канал на видеохостинге YouTube. Контент выкладывался исключительно на японском языке. Ассоциация публиковала «легкие» юмористические видео. Так, например, был показан матч по гольфу между Хакухо, Какурю и Кисэносато, а также процесс приготовления тянконабэ с небольшими сценками-вставками с участием борцов низких рангов. Впоследствии начали публиковать более «серьезные» видео, в том числе, записи различных церемоний, проходящих в Рёгоку Кокукигане (например, церемоний освящения площадки-дохё перед каждым турниром и церемоний данпацу-сики — срезания сумоистского пучка волос, знаменующего формальное завершение карьеры сумоиста). Также на канал выкладываются некоторые записи со старых турниров.
В августе 2022 года Ассоциация запустила второй канал — англоязычный — под названием Sumo Prime Time. Целью создания этого канала являлось привлечение мирового внимания к спорту. Ведущим канала является Хиро Морита, который комментирует сумо для канала NHK на английском языке. Видео посвящены основам сумо и образа жизни сумоистов: бытовой рутине, тренировкам спортсменам и приемам-кимаритэ. Также публикуется эксклюзивная информация о борцах (главным образом — победителях турниров) и ояката. Видео снимаются в легком, непринужденном стиле.

### Партнеры
В октябре 2021 года Японская ассоциация сумо стала партнером The Pokémon Company. Союз был приурочен к 25-летию компьютерной игры Pokémon Red и Blue. Во время проведения октябрьского турнира Ванпаку (соревнование по сумо среди детей) и ноябрьского Кюсю-басё в местах их проведения были выставлены около 200 баннеров, посвященных покемонам, а для судей-гёдзи были созданы специальные кимоно с раскраской в стиле покебола. На японском детском YouTube-канале Pokémon Kids TV вышла серия юмористических видео, на которых Кисэносато, Тоёносима и Ваканасато учат покемонов Пикачу и Макухита сумо.